# Zdena Strobachová
Zdena Strobachová (auch Sidonie Strobachová, verheiratete Ciglerová, * 3. Mai 1932 in Prag; † 16. Oktober 2005 ebenda) war eine tschechische Graphikerin, Malerin, Designerin, Glas- und Textilkünstlerin.

## Leben
Zdena Strobachová besuchte seit 1947 die staatliche Graphikfachschule in Prag und studierte anschließend bis 1957 Malerei an der Kunstgewerbeschule in Prag bei dem vielseitigen Glaskünstler und Maler Josef Kaplický (1899–1962). Daneben arbeitete sie in der Kulissenwerkstatt des Prager Nationaltheaters, später auch im Kostümatelier der Filmateliers in Barrandov. Einige Zeit war sie auch als Werbegraphikerin im tschechoslowakischen Tourismuswesen tätig.
Als Glaskünstlerin stand sie vor allem im engen Austausch mit Václav Cigler (geb. 1929, seit 1960 mit ihm verheiratet), Jiřina Žertová (geb. 1932), Adriena Šimotová und Jiří John (1923–1972).
Zdena Strobachová nahm 1957 an der XI. Triennale in Mailand im Rahmen der Schau Vetro di Boemia mit einer Serie von Glasvasen teil und stellte 1958 auf der Brüsseler Weltausstellung im tschechoslowakischen Pavillon großformatige Bleiglasfenstern aus. 1959 war sie auf der Internationalen Handwerksmesse in München, der Leipziger Messe und der Berliner Kunstgewerbeschau vertreten. 1960 reiste sie zu Studienzwecken in die USA, zog sich danach aus familiären Gründen zeitweise aus der Öffentlichkeit zurück.
Nach 1985 begann sie in ihrem abgelegenen Atelier in Řečitz bei Blatná mit ausdrucksstarken, psychisch herausfordernder großflächiger Tempera- und Acrylmalerei, mit denen sie von der offiziellen Kunstszene ausgeschlossen blieb. Ihre farbig, flächigen Großformate konnte Zdena Strobachová öffentlich erstmals 1987 in der Galerie Makráč im Institut für Molekularchemie in Prag ausstellen, später in der Galerie Ambulance der Dritten chirurgischen Universitätsklinik in Prag-Motol. 2006 wurde eine posthume Ausstellung ihrer Gemälde im Kunstverein Mánes in Prag gezeigt.

## Werke
Kataloge
- Sidonie. Obrazy Zdeny Strobachové / Paintings by Zdena Strobachová / Bilder von Zdena Strobachová. Herausgegeben von Michal Motyčka und Jana Šindelová. Praha: Verlag M. Motyčka, 2006, 237 S.
- Malba. Šumperk: Galerie Jiřího Jílka, 2010.
- Šiklová, Lucie: Zdena Strobachová: 10/6–13/8 2017. Janovice nad Úhlavou / Klatovy: Galerie Klatovy / Klenová - Galerie u Bílého Jednorožce, 2016, 36 S.